# Pteridocalyx minor
Pteridocalyx minor är en måreväxtart som beskrevs av Herbert Fuller Wernham. Pteridocalyx minor ingår i släktet Pteridocalyx och familjen måreväxter.
Artens utbredningsområde är Guyana. Inga underarter finns listade i Catalogue of Life.